# Jean-Marie Fossier
Jean-Marie Fossier, né le 20 octobre 1909 à Bruay-sur-l'Escaut dans le Nord et mort le 22 octobre 1997 à Lille, est un résistant, historien et écrivain français.

## Biographie

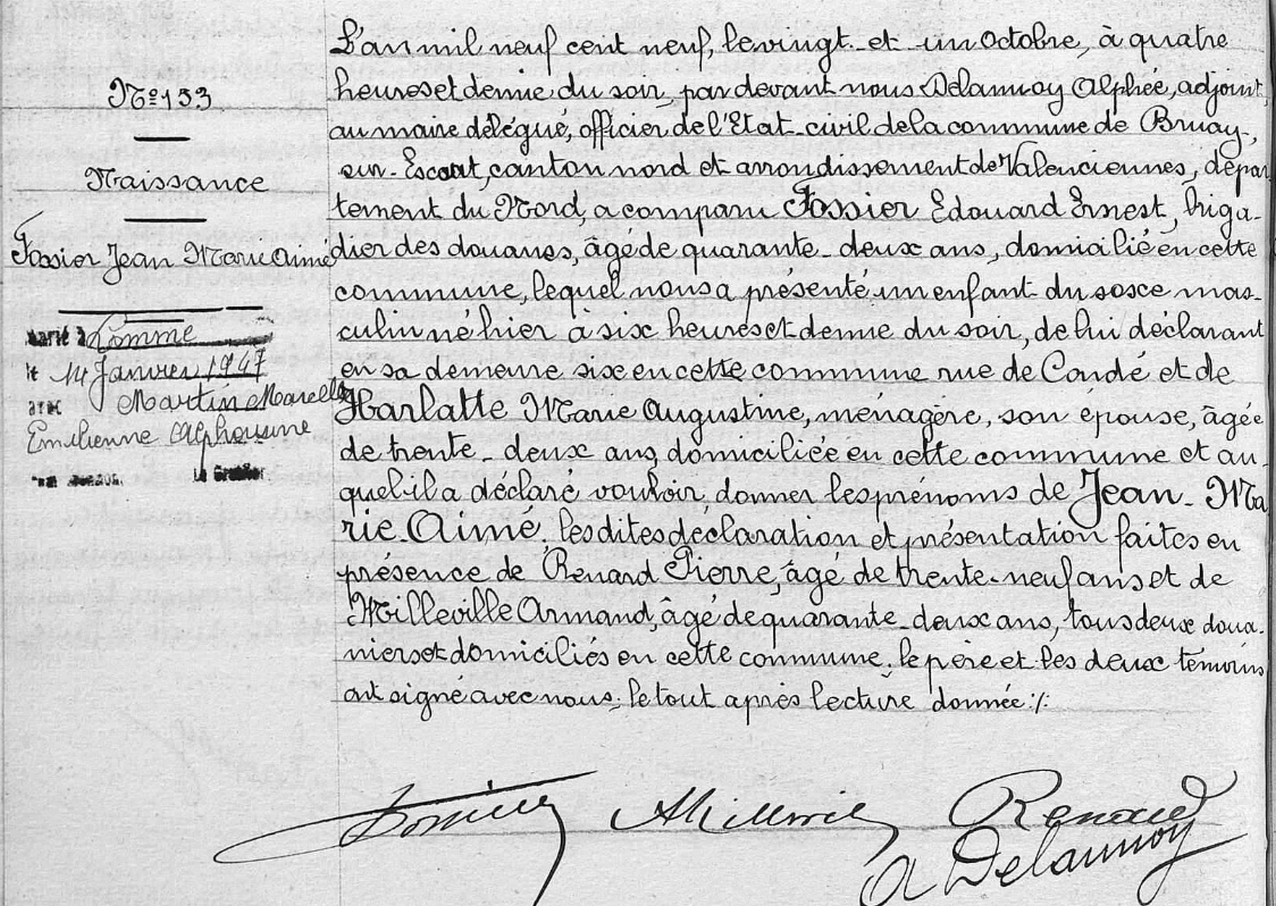
Son acte de naissance.

Jean-Marie Fossier Aimé naît le 20 octobre 1909 à Bruay-sur-l'Escaut dans le Nord.
Il entre au Parti communiste français en 1934. Professeur, il est révoqué de l’Éducation nationale le 20 novembre 1939, la police française l'arrête en mars 1940 et il est emprisonné à Douai puis à Loos. Après une évasion en novembre 1940, il est à nouveau emprisonné en ces lieux, avec un passage intermédiaire à Huy en Belgique. Il est déporté à Sachsenhausen puis à Buchenwald.
Après la guerre, il devient conseiller municipal de Lomme, où il se marie, le 14 janvier 1947.
En 1977, il fait paraître Zone interdite : mai 1940–mai 1945, Nord-Pas-de-Calais, un ouvrage détaillant le sort des résistants du Nord-Pas-de-Calais. À la fin des années 1970, il vit à Mézel, dans les Alpes-de-Haute-Provence.
Il meurt à Lille le 22 octobre 1997.